# Гуннар Торвальдссон
Гуннар Хейдар Торвальдссон (исл. Gunnar Heiðar Þorvaldsson; 1 апреля 1982, Вестманнаэйяр) — исландский футболист, нападающий клуба «Вестманнаэйяр». Выступал в сборной Исландии.

## Карьера

### Клубная
В августе 2004 года перешёл из клуба «Вестманнаэйяр» в «Хальмстад». Дебютировал в составе этой команды 14 сентября 2004 года в матче чемпионата Швеции против «Мальмё». Первый гол за «Хальмстад» забил 2 декабря 2004 года в ворота «Оденсе» в игре Королевской лиги. Сначала получил номер 11, в 2005 году сменил его на 10. В сезоне-2005 стал лучшим бомбардиром Аллсвенскан с шестнадцатью забитыми мячами, в Кубке УЕФА забил 2 гола португальскому «Спортингу».
21 марта 2006 года подписал контракт сроком до 2009 года с германским клубом «Ганновер 96». Не смог пробиться в основной состав «Ганновера», в августе 2007 года был отдан в аренду норвежскому клубу «Волеренга», провёл в аренде 10 месяцев.
В июне 2008 года перешёл в «Эсбьерг». В Дании также не смог стать основным игроком. 16 декабря 2009 года «Эсбьерг» отдал Торвальдссона в аренду английскому клубу «Рединг», сроком до 3 июня 2010 года. В июле 2010 года был на просмотре в английском клубе «Чарльтон Атлетик», который отказался подписывать контракт с Торвальдссоном. 29 августа 2010 года «Эсбьерг» отдал Торвальдссона в аренду норвежскому клубу «Фредрикстад», сроком до конца 2010 года. «Фредрикстад» выступал в Первом дивизионе Норвегии и по итогам сезона 2010 года пробился в высший дивизион, но не стал заключать постоянный контракт с Торвальдссоном.
В марте 2011 года Торвальдссон приехал на просмотр в «Норрчёпинг». Главным тренером «Норрчёпинга» был Ян Андерссон, под руководством которого Торвальдссон играл в «Хальмстаде». 17 марта 2011 года Торвальдссон подписал контракт сроком на 3 года с «Норрчёпингом». Первый официальный матч за «Норрчёпинг» провёл 3 апреля 2011 года, это был матч первого тура чемпионата Швеции против ГАИС.

### В сборной
Дебютировал в национальной сборной 30 марта 2005 года в товарищеском матче с командой Италии. В отборочном турнире чемпионата мира 2006 провёл 4 матча, забил гол в ворота сборной Мальты. Забил гол в отборочном матче Евро-2008 против Северной Ирландии. В отборочном турнире чемпионата мира 2010 не играл. 12 октября 2010 года сыграл за сборную впервые после двухлетнего перерыва, выйдя на замену в отборочном матче Евро-2012 против Португалии.

## Достижения
- Лучший бомбардир Чемпионата Исландии 2004 (12 мячей)
- Лучший бомбардир Аллсвенскан 2005 (16 мячей)
- Второй призёр Чемпионата Исландии 1999, 2001, 2004
- Второй призёр Аллсвенскан 2004